# Russell Leetch
Russell Leetch (ur. 5 marca 1982 w Solihull) – brytyjski basista, współzałożyciel i od 2002 roku członek zespołu rockowego Editors.    

## Życiorys
Studiował technologię muzyczną na Uniwersytecie Staffordshire. Tam też w 2000 roku poznał Toma Smitha, Chrisa Urbanowicza i Gerainta Owena. Jako, że mieli podobne gusta muzyczne, wspólnie w 2002 roku założyli zespół muzyczny, pierwotnie o nazwie Pilot, a następnie Snowfield. W międzyczasie Ed Lay zastąpił Owena. Jesienią 2003 roku ukończyli studia, po czym postanowili się przenieść do Birmingham, a rok później grupę przemianowano na Editors. Leetch w zespole gra na basie i syntezatorze oraz został wokalistą wspierającym.
Z zespołem wydał wszystkie jego albumy studyjne: w 2005 roku The Back Room, dwa lata później An End Has a Start, w 2009 roku In This Light and On This Evening, w 2013 roku The Weight of Your Love, dwa lata później In Dream, w 2018 roku Violence i cztery lata później EBM.
Pod pseudonimem The Electronically Charged Boy na początku 2008 roku zremiksował utwór „T.H.E.H.I.V.E.S.” zespołu The Hives, który pojawił się jako B-side singla o tej samej nazwie. Zremiksował także singiel duetu Marmaduke Duke „Kid Gloves”, a także wyreżyserował teledysk do singla „Bones” zespołu Editors.
Na początku października 2022 roku przejął na weekend oficjalne konto klubu Aston Villa w serwisie Spotify, dla którego przygotował specjalną playlistę. Podczas Sylwestra 2023 roku wspólnie z Elliottem Williamsem wykonali DK-ski set zespołu Editors na Piazza Sant'Agostino we włoskim Arezzo.

## Dyskografia
- The Back Room (2005)
- An End Has a Start(inne języki) (2007)
- In This Light and On This Evening(inne języki) (2009)
- The Weight of Your Love (2013)
- In Dream (2015)
- Violence(inne języki) (2018)
- EBM(inne języki) (2022)